# Baby Boy - Una vita violenta
Baby Boy - Una vita violenta (Baby Boy) è un film del 2001 scritto, diretto e prodotto da John Singleton, con protagonista il cantante/attore Tyrese Gibson.
Il film è stato distribuito in Italia il 9 novembre 2001, mentre il DVD del film è stato messo in commercio dal 6 marzo 2002.

## Trama
Jody, un ragazzo di 20 anni, vive con la madre Juanita ed è padre di due figli di due madri diverse, e frequenta suo cugino Sweetpea, che entra ed esce dalla galera. La situazione cambia quando in casa arriva il fidanzato della madre che cerca di dare una svolta a questa sua situazione. Altri problemi arrivano quando decide di convivere con la sua nuova fidanzata e mettersi in proprio.